# 1962 год в истории железнодорожного транспорта
1962 год в истории железнодорожного транспорта

## События
- Пассажирские паровозы ИС («Иосиф Сталин») были переименованы в ФДп (пассажирская разновидность паровоза ФД).
- 2 апреля 1962 года в первый рейс по маршруту Минск — Москва отправился фирменный поезд «Белоруссия».

## Новый подвижной состав
- Рижский и Калининский вагоностроительные заводы вместо электропоездов ЭР1 начали выпускать ЭР2, вагоны которых имеют подножки и приспособлены для выхода как на высокие, так и на низкие платформы, а также имеющие другие отличия.

## Персоны

### Скончались
- 9 июня Хрулёв, Андрей Васильевич — советский военный и государственный деятель, 14-й Нарком путей сообщения СССР